# Michel Obrenović III
Pour les articles homonymes, voir Obrenović.
 (août 2023).
Si vous disposez d'ouvrages ou d'articles de référence ou si vous connaissez des sites web de qualité traitant du thème abordé ici, merci de compléter l'article en donnant les références utiles à sa vérifiabilité et en les liant à la section « Notes et références ».
Michel Obrenovitch III, en serbe cyrillique Михаило Обреновић (né à Kragujevac le 16 septembre 1823 – mort  à Belgrade le 10 juin 1868) est prince de Serbie de 1839 à 1842 puis, à nouveau, de 1860 à 1868. Déposé en 1842, il meurt assassiné en 1868.

## Biographie
Michel Obrenovitch est le fils cadet du prince Milos Obrenovitch (1780-1860).
Le 25 juin 1839, le prince Milos abdique en faveur de son fils Milan II, de santé fragile, qui meurt le 8 juillet de la même année. Le prince Michel devient alors à son tour prince de Serbie. La Sublime Porte, suzeraine de la Serbie, accepte son arrivée au pouvoir en tant que « prince élu » et non comme prince héréditaire. Néanmoins, jeune et inexpérimenté, il éprouve des difficultés à régler les difficultés intérieures et extérieures que la principauté devait affronter.
En 1842, le prince Michel est renversé par une rébellion conduite par Toma Vučić-Perišić, un des chefs des « Défenseurs de la Constitution ». À la faveur de cette rébellion, la famille des Karageorgevitch accède aux responsabilités pour la deuxième fois dans l'histoire serbe en la personne du prince Alexandre.
En 1853, Michel Obrenovitch se marie avec la comtesse Julia Hunyadi von Kethely (1831-1919).
Après l'abdication d’Alexandre Karageorgevitch, en 1858, le prince Milos est rappelé au pouvoir. Sous son second règne, le prince Michel sert son pays comme commandant dans l’armée serbe.
Le 26 septembre 1860, le prince Milos meurt, Michel est alors rappelé au pouvoir. Il confie à Ilija Garašanin la charge de président du Conseil et celle de ministre des Affaires étrangères, qu'il occupa du 21 octobre 1861 jusqu'au 15 novembre 1867. Le prince et son ministre s'accordent pour établir une constitution plus conservatrice.
En 1861, resté sans enfants, il adopte son neveu Milan Obrenovitch, orphelin. En 1865, il crée l'ordre de la Croix de Takovo. En 1867, il renvoie Garašanin, sans doute parce qu'il s'oppose au mariage du prince avec sa propre cousine Katarina Konstantinovitch.
En 1867, il réussit à obtenir le départ de Serbie de la dernière garnison turque. Il se montre partisan d’une union de tous les Slaves du Sud (y compris la Bulgarie) et soutient dans son pays les partisans de la Grande Serbie.
Sous son règne, Belgrade devient la capitale de la Serbie et, pour la première fois depuis le Moyen Âge, le pays émet sa propre monnaie nationale : le dinar.
Le 10 juin 1868, le prince Michel est assassiné. Alexandre Karageorgevitch, accusé d'être mêlé au meurtre, est jugé et condamné à vingt ans de prison ; néanmoins, étant en exil, il n'est pas inquiété. Milan Obrenovitch, désigné pour lui succéder, devient prince de Serbie sous le nom de Milan Ier.

## Premier règne
Initialement, le prince Miloš avait abdiqué en faveur de son premier-né, Milan Obrenović II, qui était alors en phase terminale et meurt après seulement un mois de règne. Mihailo accède au trône en tant que mineur, étant né à la fin de 1823, et est proclamé prince le 25 juin 1839. Il est déclaré majeur l'année suivante. Peu de trônes semblaient plus sûrs, et son règne aurait pu durer toute sa vie sans son manque d'énergie et son inattention aux développements politiques. Au cours de son premier règne, par inexpérience, il ne faisait pas bien face aux défis auxquels la Serbie était confrontée. En 1842, son règne se termine par une rébellion menée par Toma Vučić-Perišić, qui permet à la dynastie Karađorđević de prendre le pouvoir.

## Mihailo Obrenović en exil
Après la révolte de Tomo-Vučić Perišić, le prince Mihailo se retire du pays avec un millier de ses partisans à travers la Sava et le Danube. Son sort est décidé par l'Autriche et la Turquie. Le prince Mihailo est envoyé avec sa mère et ceux qui l'ont suivi au Banat, dans la propriété de sa sœur Savka Nikolić, tandis que la princesse Ljubica est envoyée à Novi Sad, où se rendent aussi ses beaux-frères Jevrem et Jovan. 
Elle y meurt le 14 mai 1843. Le prince Mihailo organise les funérailles de sa mère au monastère Fruska Gora de Krusedol.
Le prince Mihailo attend soigneusement son retour en Serbie. Il envoie une lettre à Vučić et Knićanin le 2 juillet 1853, les informant qu'il ne retournerait pas de force en Serbie parce qu'il ne voulait pas marcher sur les cadavres serbes.
Après le Banat, le prince Mihailo se rend à Vienne avec son père et tous ceux qui l'ont connu. Là, il a la disposition du grand domaine de son père. Il voyage à travers l'Europe, non pas en tant que chômeur, mais à la recherche de son compagnon de vie. En 1853, Mihailo épouse la comtesse Julia Hunyadi (1831-1919) à Vienne, de la famille Hunyadi de Ketelji, qui n'a aucune parenté documentée et reconnue avec Janos Hunyadi - Janko de Sibiu, dont le fils Matthias Corvinus est le roi hongrois. À Vienne, il apprend à parler parfaitement le français et l'allemand

## Le deuxième règne du prince Mihailo Obrenović
La dynastie Obrenović revient au pouvoir en Serbie après l'Assemblée de Saint-André à la fin de 1858. C'est le deuxième règne du prince Milos. Le prince Mihailo monte sur le trône pour la deuxième fois après la mort de son père, le prince Miloš, le 14 septembre 1860. 
Contrairement au premier règne, le prince Mihailo est un homme d'État instruit et mûr. Contrairement au prince Alexandre, le prince Mihailo ne laisse pas prévaloir l'influence du Conseil d'État. Sur le trône de Serbie pour la deuxième fois à l'âge adulte, le prince Mihailo tente de gouverner seul, en s'appuyant sur des politiciens expérimentés et influents du régime précédent. Le prince partage la conviction des anciens membres du Conseil d'État que le peuple devait être dirigé par un gouvernement fort et instruit.
Au début de son second règne, des changements importants sont apportés à la politique serbe. En raison de l'ingérence de Porte dans les affaires intérieures de la Serbie et de son refus de reconnaître Mihailo comme prince de Serbie, malgré la loi sur l'héritage, le prince Mihailo abroge la « Constitution turque » par des lois spéciales.
À l'Assemblée de la Transfiguration en 1861, la loi sur le Conseil d'État est adoptée, qui détermine que les membres du Conseil d'État sont responsables devant le prince, et non devant les portes. On adopte la loi sur l'Assemblée nationale, qui n'est qu'un organe consultatif, puis les lois sur les impôts et la loi sur l'armée populaire, qui introduit le service militaire pour les hommes de 20 à 50 ans et qui sont formés à leur place. Avec la loi sur l'Armée populaire, la Serbie pouvait mobiliser une armée d'environ 90 000 soldats, mais elle était encore mal entraînée et mal équipée.
La loi sur l'administration de l'État de 1862 établit le Conseil des ministres en tant que gouvernement de la Serbie. Le prince nomme Ilija Garašanin président du Conseil des ministres et il contrôle fermement la bureaucratie dont il attend une obéissance inconditionnelle. En dehors de la politique, l'absolutisme du prince Mihail se manifeste dans son attitude envers les institutions éducatives et judiciaires, ainsi qu'envers le mouvement de la jeunesse, qui prend à cette époque des proportions importantes. Ainsi, en 1864, il ordonne l'abolition de la Société de littérature serbe.[réf. nécessaire] Pendant le second règne de Michel, une distinction claire est établie entre les anciens médiateurs, aujourd'hui appelés conservateurs, et les libéraux, pour la plupart jeunes et instruits. Les libéraux de l'opposition subirent souvent les actions répressives de la police et contestèrent le prince Mikhail depuis l'étranger.

### Politique intérieure et étrangère
Mihailo s'investit dans le domaine de la politique intérieure et étrangère, avec la devise : « La loi est la plus haute volonté en Serbie. Dès le début de son second règne, le prince Mihailo mène une politique active envers l'Empire ottoman. Il utilise l'incident de la fontaine de Čukur du 3 juin 1862, au cours duquel un soldat turc blesse un garçon serbe, et le bombardement turc de Belgrade qui suit pour exiger un retrait turc complet. Au cours de ces événements, le prince Mihailo est en voyage à Loznica et prépare la guerre contre la Turquie pour la libération des villes serbes. Lors d'une session ministérielle à Belgrade le 23 juillet 1862, il appelle tous les Serbes à résister aux prétentions turques. C'est alors que la sage politique étrangère de Mihail apparait. Il envoie d'abord Filip Hristić à la cour anglaise, pour protester auprès des Anglais contre les prétentions turques et pour gagner l'indépendance de la Serbie par la diplomatie. 
Dès le 23 septembre 1862, le prince Mihailo informe la population qu'il a réussi à faire sortir les Turcs de Serbie, à l'exception des villes de Belgrade, Sabac, Smederevo et Kladovo, où seuls les équipages militaires turcs resteraient.
À l'automne 1866, le prince Mihailo exige par écrit que Porta retire ses équipages, qu'il garde dans les villes serbes. Le 19 février 1867, le grand vizir turc Ali Pacha annonce que le sultan céderait à la Serbie toutes les villes dans lesquelles se trouvait la garnison turque, mais que le drapeau turc devrait être déployé dans ces mêmes villes en plus du serbe.
Le prince Mihailo reçoit une lettre du sultan pour venir recevoir le firman, qui laisse les villes mentionnées à la Serbie. Le prince se rend en bateau à Constantinople le 18 mars 1867. Il s'arrête d'abord chez le prince roumain à Bucarest, puis continue jusqu'à Constantinople. À son arrivée à Constantinople, il est reçu par Camil Bey, qui l'accueille et l'emmène chez le sultan. Le 30 mars 1867, le prince Mihailo a une audience d'adieu avec le sultan Abdul Aziz. Au cours de la séparation, le sultan remet un décret au prince Mihailo, par lequel lui sont confiées les villes de Serbie. 
Le 14 janvier 1867, il conclut l'Accord de Bucarest sur l'État commun des Serbes et des Bulgares avec les émigrants bulgares à Bucarest.

## Assassinat du prince Mihailo Obrenović
Alors que le prince Mihailo Obrenović introduit progressivement l'absolutisme, un complot se forme contre lui. Les principaux organisateurs et auteurs sont les frères Radovanović, qui veulent venger leur frère, Ljubomir Radovanović, qui est en prison. Kosta Radovanović, le principal auteur, est un marchand riche et respecté. Son frère, Pavle Radovanovic, est avec lui lors de l'assassinat, et le troisième des frères, Djordje Radovanovic, est également impliqué.
Le 10 juin 1868, Mihailo voyage avec Katarina et la princesse Anka en calèche à travers le parc de Košutnjak près de sa résidence de campagne à la périphérie de Belgrade. Dans le parc apparaissent Pavle et Kosta Radovanović dans des costumes noirs formels, et pointant une arme chargée sur le prince, Kosta s'approche de la voiture. Le prince Mihailo Obrenović le reconnait, en raison d'un différend sur son frère Ljubomir. Les derniers mots du prince, que Kosta lui-même admet lors du procès étaient : « Eh bien, c'est vrai. » Mihailo et Anka sont abattus et Katarina blessée. D'autres détails du complot derrière l'assassinat n'ont jamais été clarifiés ; les sympathisants et cousins de la dynastie Karađorđević étaient soupçonnés d'être derrière le crime, mais ceci n'a jamais été prouvé.
La petite-fille d'Anka, Natalija Konstantinović, se marie en 1902 au prince monténégrin Mirko Petrović-Njegoš (1879-1918), dont la sœur Zorka a épousé le roi Petar Karađorđević I en 1883.